# 小米平板4
小米平板4是小米科技于2018年6月25日在中国大陆推出的一款平板电脑。

## 外观
小米平板4采用金属外壳，重量为342.5克。与上一代的小米平板3相比，小米平板4在机身厚度和重量方面都有所增加，屏占比方面有所提升，但有着更低的PPI。16:10的显示比例在播放视频时能提供提更大的可视面积。供金色与黑色两种外壳选择。

## 价格
小米平板4共推出了三个版本，官方售价如下：（Wi-Fi版没有GPS）
- 1099元人民币（3GB RAM、32GB ROM、Wi-Fi版）
- 1399元人民币（4GB RAM、64GB ROM、Wi-Fi版）
- 1499元人民币（4GB RAM、64GB ROM、Wi-Fi+LTE版）

## 小米平板4 Plus
2018年8月14日推出，代号名称为clover。10.1英寸显示屏，分辨率1920x1200，屏幕比例16:10。相较小米平板4，小米平板4 Plus加入了对4G蜂窝网络以及指纹识别的支持。